# José Panero
José L. Panero (1959) is een Amerikaanse botanicus.
In 1984 behaalde hij zijn B.A. aan de University of Miami. In 1986 behaalde hij zijn M.Sc. aan de University of Tennessee. Aan de University of Tennessee behaalde hij in 1990 een Ph.D. met het proefschrift A monograph of the Andean genus Pappobolus. Voor zijn proefschrift ontving Panero in 1993 de Jesse M. Greenman Award (een onderscheiding voor het beste proefschrift op het gebied van de plantensystematiek in een bepaald jaar) van de Missouri Botanical Garden.
Na zijn promotie ging hij als postdoc aan de University of Texas at Austin aan de slag. Tussen 1993 en 1996 was Panero directeur van het herbarium van de Michigan State University. Hierna ging hij weer werken bij de University of Texas at Austin.
Panero is associate professor aan de afdeling biologie van de University of Texas at Austin en is assistent-directeur van Plant Resources Center, het herbarium van dezelfde universiteit. Hij houdt zich bezig met fylogenetisch onderzoek naar neotropische leden van de composietenfamilie (Asteraceae). Hij maakt hierbij gebruik van moleculaire technieken en meer traditionele methoden als morfologisch onderzoek. Tevens houdt hij zich bezig met floristisch onderzoek van Mexico en het zuidwesten van de Verenigde Staten. Momenteel richt hij zich op het in kaart brengen van de vaatplanten in de deelstaten Durango en Oaxaca in Mexico. Ook is hij medewerker van het Tree of Life webproject, een online project van biologen om de diversiteit van organismen te beschrijven. Hij is lid van de American Society of Plant Taxonomists en de Botanical Society of America.
Panero is de (mede)auteur van meer dan vijftig botanische namen. Met de naam Passiflora linda eerde hij Linda Escobar. Cobaea paneroi is naar hem vernoemd.

## Selectie van publicaties
- Systematics of Pappobolus; Jose L. Panero; American Society of Plant Taxonomists (1992); ISBN 0912861363
- Molecular evidence for multiple origins of woodiness and a New World biogeographic connection of the Macaronesian Island endemic Pericallis (Asteraceae: Senecioneae); Jose L. Panero, Javier Francisco-Ortega, Robert K. Jansen & Arnoldo Santos-Guerra; In: Proceedings of the National Academy of Sciences, volume 96, nummer 24, 23 november 1999
- A Phylogenetic Analysis of Doronicum (Asteraceae, Senecioneae) Based on Morphological, Nuclear Ribosomal (ITS), and Chloroplast (trnL-F) Evidence; Inés Álvarez Fernández, Javier Fuertes Aguilar, Jose L. Panero & Gonzalo Nieto Feliner; In: Molecular Phylogenetics and Evolution, volume 20, nummer 1, juli, pp. 41–64, 2001